# Contea di Will
La contea di Will (in inglese Will County) è una contea dello Stato dell'Illinois, negli Stati Uniti. La popolazione al censimento del 2000 era di 502 266 abitanti. Il capoluogo di contea è Joliet.